# Le Tsarévitch Alexis
Série
La Chasse royale
(1990)
Pour plus de détails, voir Fiche technique et Distribution.
Le Tsarévitch Alexis (Царевич Алексей) est un film russe réalisé par Vitali Melnikov, sorti en 1997,. Le sujet est adapté du roman de Dimitri Merejkovski Piotr et Alexei.

## Synopsis
Alexis est présenté comme un homme qui a honte de son père couronné et qui ne veut vivre qu'une vie ordinaire. En même temps, selon les cinéastes, il était une personne calme et craignant Dieu qui ne voulait pas la mort de Pierre Ier le Grand ni le changement de pouvoir en Russie. Mais à la suite d'intrigues de palais, il a été calomnié, puis torturé par son père, et ses camarades ont été exécutés.

## Fiche technique
- Réalisation : Vitali Melnikov
- Photographie : Ivan Bagaiev
- Musique : Andreï Petrov
- Décors : Valeri Yourkevitch, Sergeï Kokovkine, Larisa Konnikova
- Production : Lenfilm

## Distribution
- Alexeï Zuoïv : Alexis Petrovitch de Russie
- Viktor Stepanov : Pierre Ier le Grand
- Natalia Egorova : Catherine Ire
- Stanislav Lioubchine : Piotr Andreïevitch Tolstoï
- Vladimir Menchov : Alexandre Danilovitch Menchikov
- Ekaterina Koulakova : Efrosinia
- Mikhaïl Kononov : Fédoska
- Leon Niemczyk : Frédéric-Charles de Schönborn-Buchheim
- Lioudmila Zaïtseva : Eudoxie Lopoukhine
- Evgueni Gavriline : Alexandre Roumiantsev
- Andreï Martynov : Afanassich
- Izil Zabloudovski : allopathe

## Prix et récompenses
- Festival du cinéma russe à Honfleur 1997 : grand prix